# ハンバー (モニター)

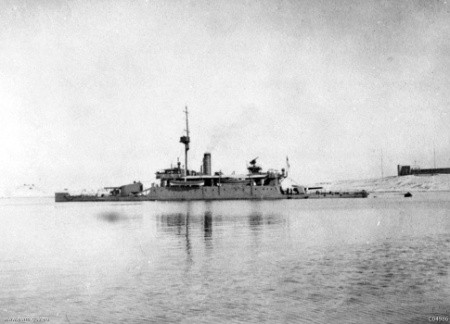
「ハンバー」

ハンバー (HMS Humber) はイギリス海軍のハンバー級モニター。ハンバー級はブラジル海軍向けに3隻が建造されアマゾン川用モニターをイギリス海軍が購入したもので、「ハンバー」の元の艦名は「ジャヴァリ (Javary)」。
「ジャヴァリ」はアマゾン川水系の河川、「ハンバー」はイギリスの河川から取られた艦名である。

## 艦歴
バロウのヴィッカース・サン＆マキシム社で建造。1912年8月24日起工。1913年6月17日進水。同年11月竣工。
完成するころには天然ゴム価格の暴落によりブラジルは支払い不能となっており、3隻のモニターは売りに出された。それを第一次世界大戦の始まる直前にイギリス海軍が購入し、1914年8月8日に就役させた。
3隻はドーヴァー哨戒隊に配備された。10月11日、3隻はオステンドからの撤退を支援。10月後半3隻のモニターはベルギー沿岸で敵軍を攻撃したが、11月にはモニターの仕事はなくなり撤収した。
「ハンバー」には戦艦「モンターギュー」から回収された6インチ単装砲1基が追加で搭載された。
1915年3月、3隻はマルタへ移動。ムドロスへ向かう予定であったが、遅れが生じてマルタにとどまっている間に「セヴァーン」と「マージー」は東アフリカ派遣となった。一方の「ハンバー」は6月1日にムドロスに向けて出発し、以後ダーダネルスやエジプト方面で活動した。
休戦後はコンスタンチノープルに派遣され、北ロシア派遣のため1919年4月10日に「ハンバー」はイギリスに戻った。5月20日、アルハンゲリスクへ向けて出発。ドヴィナ川を遡行してボリシェヴィキと戦った。
ロシアから戻った「ハンバー」は1919年10月24日に除籍され、1920年9月17日にオランダのフランク・レイスデイク社に売却。クレーン艀船に改装された。以後所有者は何度か変わり、戦艦「ブルワーク」や客船「ケルティック」の解体に従事した。1939年にフランスの会社に売却されているが、その後最終的にどのようになったのかは不明。

## 要目
- 排水量（竣工時）：1520トン（満載）、1155トン（軽荷）
- 全長：266フィート9インチ（81.31m）
- 全幅：49フィート0インチ（14.94m）
- 機関：ヤーロー混焼缶2基、ヴィッカース社製三段膨張式機関2基（1450指示馬力）、2軸
- 乗員：士官9名、下士官兵131名
- 兵装（竣工時）：6インチ砲2門（連装1基）、120㎜榴弾砲2門、3ポンド砲4門、7㎜機銃6挺
- 出典[3]